# Oi!
L'oi! és una subcultura i un subgènere musical del punk que sorgeix paral·lelament a aquest com a expressió de la seva vessant obrera. Neix a la segona meitat dels anys 1970 a Anglaterra i es caracteritza per l'origen treballador dels seus integrants i, en principi, una manca de contingut polític precís però que tendeix a crear vincles entre els joves anglesos de classe treballadora, incloent punks i skinheads. Els grups pioners de l'oi! són Cockney Rejects, Cock Sparrer, Angelic Upstarts i Sham 69. Encara que els skinheads són considerats com el seu públic predilecte, els primers grups oi! estaven formats per joves punks de classe obrera o simplement per joves treballadors sense cap estètica concreta.
El 1982 el periodista musical Gary Bushell va encunyar el terme oi! per a referir-se a aquest moviment, basant-se en una cançó del grup Cockney Rejects titulada «Oi! Oi! Oi!», coneixent-se des d'aleshores amb aquest nom. El moviment es va estendre ràpidament sorgint grups en altres països.

## Història
A la fi de la dècada del 1970, després de la seva explosió original, el punk rock va derivar en una moda que poc tenia a veure amb l'esperit de protesta original del moviment. L'oi!, inicialment conegut com a street punk o reality punk, és reforçat amb el suport de joves punks i skinheads, fusionant-se la cultura d'ambdós corrents. Les seves lletres tracten de diversió, violència, futbol, orgull proletari i problemes quotidians com la repressió policial, l'atur i altres temàtiques relacionades amb la classe obrera.

Caricatura del white power skinhead feta per Carlos Latuff

El començament de la dècada del 1980 va representar una nova onada de grups oi! com The Oppressed, The Last Resort, The Burial, The 4-Skins i The Business. No obstant això, la política també va arribar al moviment en el moment que molts joves, skinheads majoritàriament, van ser reclutats pel Front Nacional Britànic, una organització racista d'extrema dreta. Molts dels punks i skinheads, com a reacció, es van unir i van crear grups antiracistes o d'extrema esquerra, formant-se organitzacions polítiques antifeixistes, comunistes o anarquistes amb cert abast mundial com, per exemple, Red & Anarchist Skin Heads (RASH) i Skinheads Against Racial Prejudice (SHARP). D'extrema dreta sorgiren grups com Hammerskins o Blood & Honour, liderat per Ian Stuart, cantant i líder del grup Skrewdriver.
Excepte algun cas estrany, les bandes originals no tenien una ideologia racista, i molts skinheads consideren l'oi! i el moviment skinhead com antiracista a causa de les influències musicals negres, jamaicanes principalment, del moviment skinhead original d'Anglaterra. The Oppressed és un bon exemple de grup d'oi! skinhead compromès amb l'antiracisme. Actualment el tipus d'oi! d'extrema dreta no està relacionat amb aquest gènere musical sinó que s'associa a un estil anomenat Rock Against Communism (RAC). Amb tot, l'oi! original, com el moviment skinhead, era de caràcter majoritàriament apolític.

## Grups oi! dels Països Catalans
- Assalt 43
- Desperta Ferro
- Inadaptats
- Opció k-95
- Pilseners
- Suburban Rebels
- Decibelios
- Oi! The Arrase
- Destral de Guerra
- Groggy Rude